# Cantonul Lille-Sud-Ouest
Cantonul Lille-Sud-Ouest este un canton din arondismentul Lille, departamentul Nord, regiunea Nord-Pas-de-Calais, Franța.